# Notre pain quotidien (film, 2005)
Pour les articles homonymes, voir Notre pain quotidien.
Pour plus de détails, voir Fiche technique et Distribution.
Notre pain quotidien est un film documentaire autrichien réalisé et coproduit en 2005 par Nikolaus Geyrhalter. Le script fut écrit par Wolfgang Widerhofer et Nikolaus Geyrhalter. Il est sorti en France au cinéma le 14 mars 2007.
Le film décrit des moyens techniques employés par l'industrie agroalimentaire ou certains aspects du monde du travail, sans aucun commentaire du narrateur. Les noms des sociétés dans lesquelles le tournage du documentaire a eu lieu n'apparaissent pas à l'écran.

## Synopsis
Le documentaire fournit des images sur le fonctionnement des plus grandes industries agroalimentaires européennes que ce soit dans le domaine de la production des fruits et légumes que dans celle de la viande. Ni musique ni commentaire ne viennent accompagner les séquences filmées. Le décor est constitué de champs, d'usines, d'abattoirs, et le réalisateur utilise de longs plans fixes y compris pour filmer les ouvriers en train de manger.

## Thèmes
Un des principaux thèmes abordés est la production de nourriture, tel que : la viande de porcs, la viande de vache, le lait de vache, les poulets, les œufs, les poissons, les cultures hydroponiques, les récoltes de céréales, de fruits et de légumes. Un autre thème du film est la place des machines dans la production alimentaire via l'automatisation.

## Fiche technique
- Titre : Notre pain quotidien
- Titre original : Unser täglich Brot
- Réalisation : Nikolaus Geyrhalter
- Scénario : Nikolaus Geyrhalter et Wolfgang Widerhofer
- Production : Nikolaus Geyrhalter, Wolfgang Widerhofer, Michael Kitzberger et Markus Glaser
- Musique : pas de musique
- Ingénieur du son : Stefan Holzer
- Photographie : Nikolaus Geyrhalter
- Montage : Wolfgang Widerhofer
- Décors : aucun (documentaire)
- Costumes : aucun (documentaire)
- Pays d'origine : Autriche
- Format : Couleurs - 1,85:1 - Dolby Digital - 35 mm
- Genre : Documentaire
- Durée : 92 minutes
- Dates de sortie : 
  -  Autriche : 21 avril 2006
  -  Pays-Bas : 4 janvier 2007
  -  Allemagne : 18 janvier 2007
  -  Belgique : 7 février 2007
  -  France : 14 mars 2007
  -  Bulgarie : 22 juin 2007
  -  Suède : 28 septembre 2007
  -  Hongrie : 17 janvier 2008
  -  Royaume-Uni : 25 janvier 2008
  -  Espagne : 14 mars 2008

## Distribution
- Jens Christian : Lui-même
- József Fodor : Lui-même
- Malgorzata Nowak : Elle-même
- Gudrun Schulze : Elle-même
- Antonio Vergara : Lui-même
- Dieter Voigt : Lui-même

## Récompenses
- Grand Prix du Festival international du film d'environnement de Paris, 2006
- Prix EcoCamera : Rencontres internationales du documentaire de Montréal, 2006
- Meilleur film : Ecocinema (Festival International du Film d'Athènes), 2006
- Prix spécial du jury, catégorie "International" : Hot Docs (Festival International du Documentaire de Toronto), 2006
- Prix spécial John Templeton : Visions du Réel, Nyon, 2006
- Prix spécial du jury : International Documentary Film Festival Amsterdam, 2005

## Nominations
- Prix Européen du Film (prix Arte), 2006